# چاکوتس
چاکُو ِتس (به کرواتی: Čakovec) شهری در ایالت مدیموریه کشور کرواسی است که جمعیت آن در سال ۲۰۱۱ میلادی ۲۷٬۷۹۸ نفر بوده‌است.